# Stadion Šubićevac
Stadion Šubićevac – stadion w Chorwacji, w Szybeniku. Na stadionie tym swoje mecze rozgrywa drużyna piłkarska HNK Šibenik. Stadion Šubićevac posiada 8500 miejsc siedzących. Stadion położony jest przy ul. Bana Jelačića. Stadion został oddany do użytku w 1979 roku wraz ze znajdującym się w Splicie stadionem Poljud. Wybudowany został na Igrzyska Śródziemnomorskie, które odbywały się tamtego roku w Splicie.